# Île Cliff Knob
L'île Cliff Knob (en anglais Cliff Knob Island) est une des îles Malouines (Falkland Islands).